# Pumpspeicherkraftwerk Kruonis
Das Pumpspeicherkraftwerk Kruonis (englisch Kruonis Pumped Storage Plant, KPSP) bei Kruonis (in der Rajongemeinde Kaišiadorys) in Litauen wurde von 1974 bis 1992 erbaut. Sein Hauptzweck ist, einen Energiespeicher und Reserve für das Stromnetz zu bieten, um die Lastkurve mit unterschiedlich hohem Verbrauch im Tagesverlauf zu regulieren. Das Pumpspeicherkraftwerk arbeitet in Verbindung mit dem Wasserkraftwerk Kaunas. Während Tageszeiten mit Leistungsüberschuss, dies ist meistens nachts, wird das Kraftwerk im Pumpmodus betrieben und pumpt Wasser mit überschüssiger elektrischer Energie aus dem niedrigeren Kaunasser Stausee in das obere Becken. Während hoher Energienachfrage, typisch Wochentags in der Früh- und Abendspitze, lässt das Pumpspeicherkraftwerk Wasser aus dem oberen Becken in das untere laufen, wodurch die elektrische Energie wieder gewonnen wird. Mit voll gefülltem oberen Becken kann das Kraftwerk ungefähr zwölf Stunden lang 900 MW erzeugen. Früher wurden, um das Leistungsdefizit im Stromnetz im Falle eines Ausfalls des Kernkraftwerk Ignalina schnell ausgleichen zu können, die Generatoren des Pumpspeicherkraftwerks Kruonis automatisch in Betrieb genommen. Das Kernkraftwerk wurde Ende 2009 außer Betrieb genommen.
Die elektrische Leistung aus diesem Kraftwerk wird über eine 330-kV-Leitung von Elektrėnai, wo das Elektrėnai-Kraftwerk, das größte fossile Kraftwerk in Litauen, steht, nach Kaunas geleitet.

## Technische Daten
Derzeit hat das Pumpspeicherkraftwerk Kruonis eine installierte Leistung von 900 MW in vier Einheiten von je 225 MW. Die geplante Leistung des Pumpspeicherkraftwerks nach Erweiterung ist 1.600 MW in acht Einheiten von je 200 MW.

### Pumpturbinen
Das Pumpspeicherkraftwerk verfügt über radialachsige Pumpturbinen mit einem Durchmesser von 6,3 m, die mit 150 Umdrehungen pro Minute und einer Nenndruckhöhe von 100 m betrieben werden. Im Turbinenbetrieb leisten die Pumpturbinen jeweils 205 MW bei einem Durchfluss von 226 m³/s, im Pumpbetrieb leisten sie 217 MW bei einem Durchfluss von 189 m³/s.

### Generatoren
Die vertikalachsigen Synchrongeneratoren haben eine Leistung von jeweils 236 MW bei einer Generatorspannung von 15,75 kV. Die Masse der Generatoren liegt bei 1120 t.

### Rohrleitungen
Die Rohrleitungen sind 840 m lang, haben einen Innendurchmesser von 7,5 m und einen Außendurchmesser von 8,4 m.

### Oberbecken

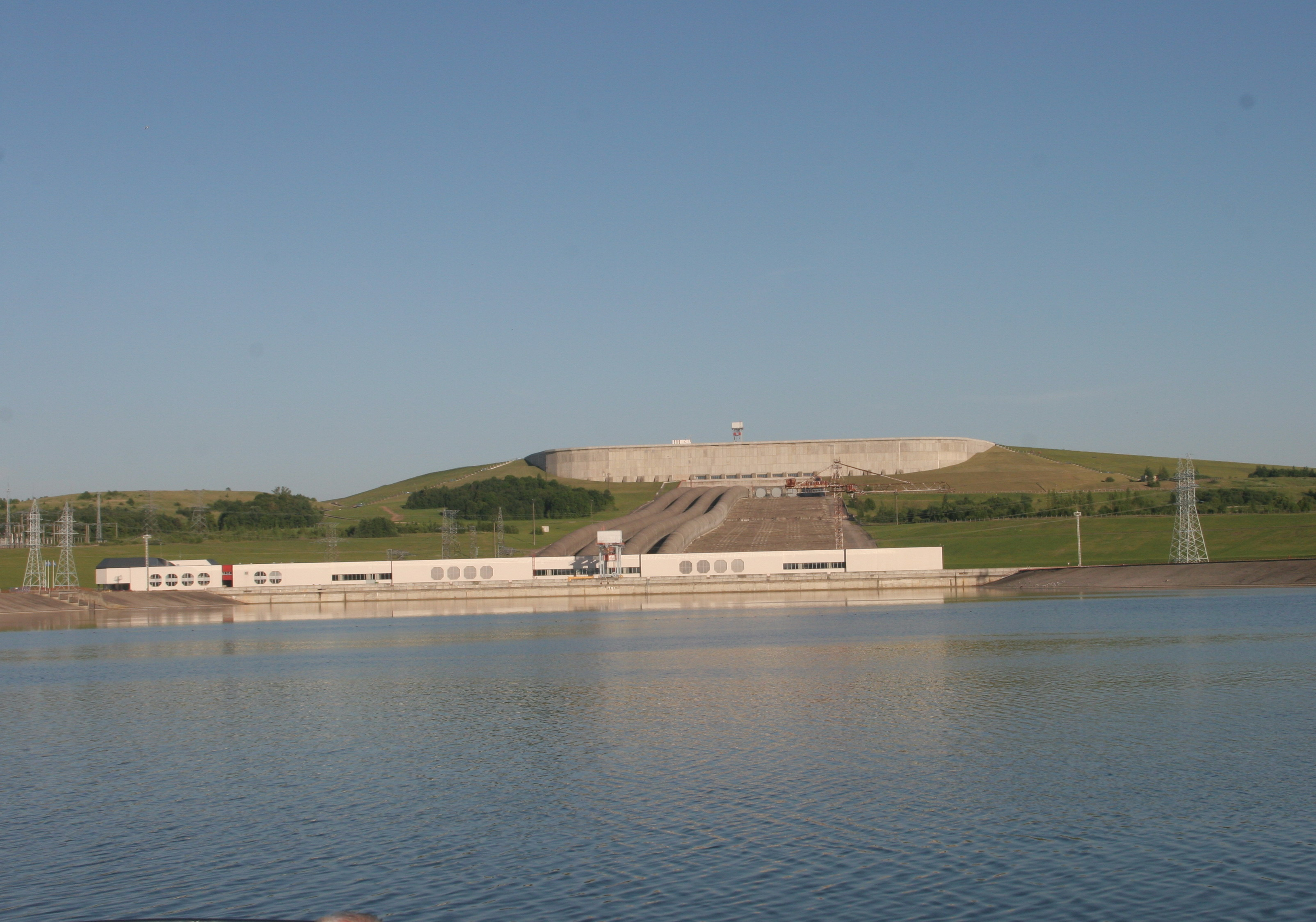
Blick vom Unterbecken auf das Kraftwerk und den Damm des Oberbeckens

Das Oberbecken liegt zwischen 140 m und 153,5 m über dem Meer, die Sohle liegt auf 138 m über dem Meer. Es hat ein Gesamtvolumen von 48.000.000 m³, von denen 41.000.000 m³ durch das Pumpspeicherkraftwerk nutzbar sind. Das Becken hat eine Fläche von 3,06 km². Der Umfang des Beckens beträgt 6,8 km, wovon 6,3 km durch einen Damm realisiert sind. Das Einlaufbauwerk ist 127 m lang und 70 m breit.

## Photovoltaik-Kraftwerk
Im Speicherbecken des Pumpspeicherkraftwerks entsteht bis 2021 ein schwimmendes Photovoltaik-Kraftwerk. Vorerst soll vom staatseigene Unternehmen Lietuvos Energijos Gamyba in Zusammenarbeit mit Wissenschaftlern der Technischen Universität Kaunas eine 60 kW Pilotanlage errichtet werden. Im Endausbau soll die Anlage eine Kapazität von 200 bis 250 MW erreichen und die derzeit installierte Solarstromkapazität in Litauen verdreifachen.